# آخر سلالة الموهيكيين (فلم 1936)
آخر سلالة الموهيكيين هو فيلم تم إنتاجه عام 1936 في أمريكا، والذي يقتبس من رواية آخر سلالة الموهيكيين من تأليف جايمس فينيمور كوبر، وهو من إخراج جورج بي سيتز (George B. Seitz) وبطولة عدة نجوم أمريكيين وهم: راندولف سكوت، بيني بارنز وهنري ويلكوكسون Henry Wilcoxon.

## القصة
تدور قصة الفيلم خلال الحرب الفرنسية والهندية

## الشخصيات
- راندولف سكوت بدور Hawkeye
- بيني بارنز
- هنري ويلكوكسون بدور Major Duncan Heyward
- بروس كابوت
- هاذر انجل بدور Cora Munro
- فيليب ريد بدور Uncas
- روبرت باريت بدور Chingachgook
- هوغ باكلر بدور Colonel Munro
- ويلرد روبرتسون بدور Captain Winthrop
- ويليام ستاك بدور General Montcalm
- Lumsden Hare بدور General Abercrombie
- Frank McGlynn Sr. بدور Gamut
- Will Stanton بدور Jenkins
- ويليام مونغ بدور Sacham
- Art Dupuis بدور De Levis
- تان ماكلارن بدور William Pitt)
- ريجينالد بارلو as Duke of Newcastle
- Olaf Hytten بدور King George II
- Lionel Belmore

## الإنتاج
كان الفيلم اخر إنتاج شركة Edward Small's Reliance Picture  لصناعة الافلام المتحدين.

## وصلات خارجية
- مقالات تستعمل روابط فنية بلا صلة مع ويكي بيانات
- The Last of the Mohicans at the معه